# مسييه 30

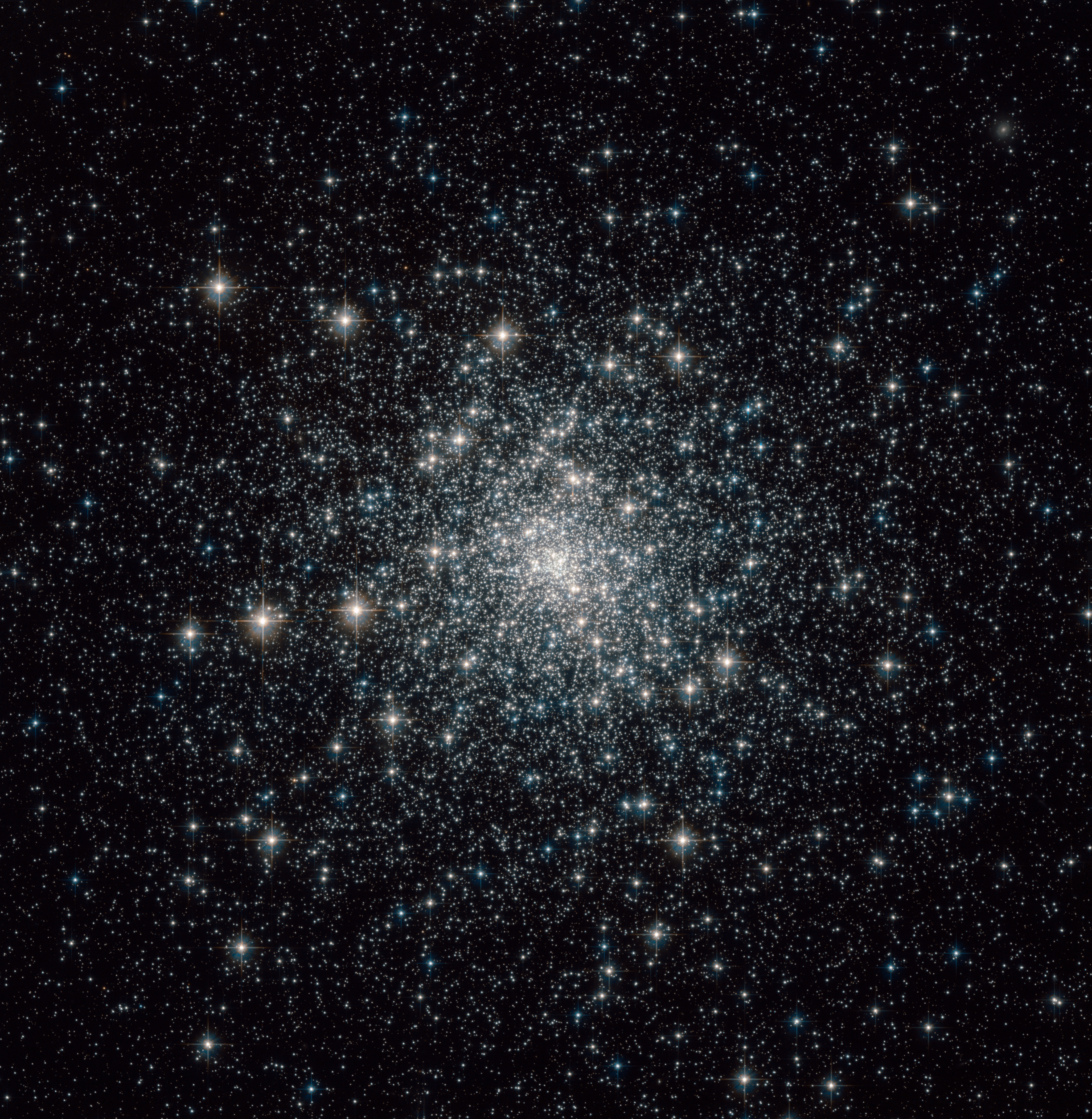
مسييه 30 : صورة من تلسكوب هابل الفضائي.

مسييه 30أو م30 (بالإنجليزية: Messier 30 أوM30 أو NGC 7099) هو تجمع نجمي مغلق يوجد في كوكبة الجدي. اكتشفه الفلكي الفرنسي شارل مسييه عام 1764 وضمه إلى فهرسه الذي وضع فيه المذنبات والسدم. يبعد م30 عن الأرض نحو 27.000 سنة ضوئية، ويبلغ قدر لمعانه نحو +7.7 قدر ظاهري، واتساعه 12 دقيقة قوسية.

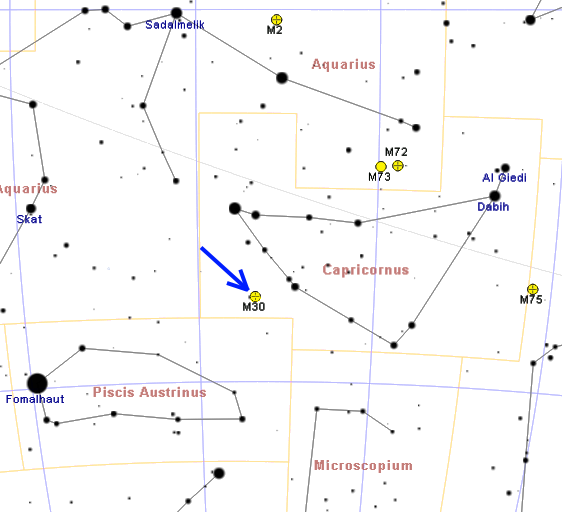
خرائط توضح موقع M 30

ترجع التسمية NGC 7099 إلى الفهرس العام الجديد.

## اقرأ أيضا
- سداسية زايفرت
- سكوربيوس إكس-1
- قزم أبيض
- عملاق أحمر
- نجم
- نجم نيوتروني
- مجرة
- الانفجار العظيم
- خط زمني للانفجار العظيم
- ثقب أسود
- نابض
- نجم متغير
- متغير سيفيدي
- نجم الدجاجة إكس-1
- انفجار أشعة غاما 080319ب
- انفجار أشعة غاما 090423

## وصلات خارجية
- Globular Cluster M30 @ SEDS Messier pages
- Messier 30, Galactic Globular Clusters Database page
- موقع الكون نسخة محفوظة 4 سبتمبر 2019 على موقع واي باك مشين.